# بورغيتو دي بوربيرا
بورغيتو دي بوربيرا (بالإيطالية: Borghetto di Borbera)‏ هي بلدية في مقاطعة ألساندريا في إقليم بييمونتي في إيطاليا.

## السكان
في سنة 1861 بلغ عدد السكان 2٬377 نسمة، وتطور العدد ليصل في سنة 2011 لـ 1٬991 نسمة.
يظهر هذا المخطط البياني تطور النمو السكاني لـ بورغيتو دي بوربيرا